# Dame Carcas

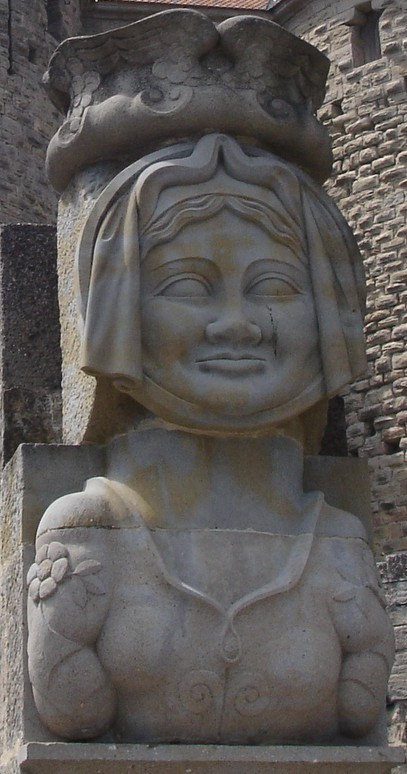
Büste der Dame Carcas in Carcassonne, Porte Narbonnaise, 2007.

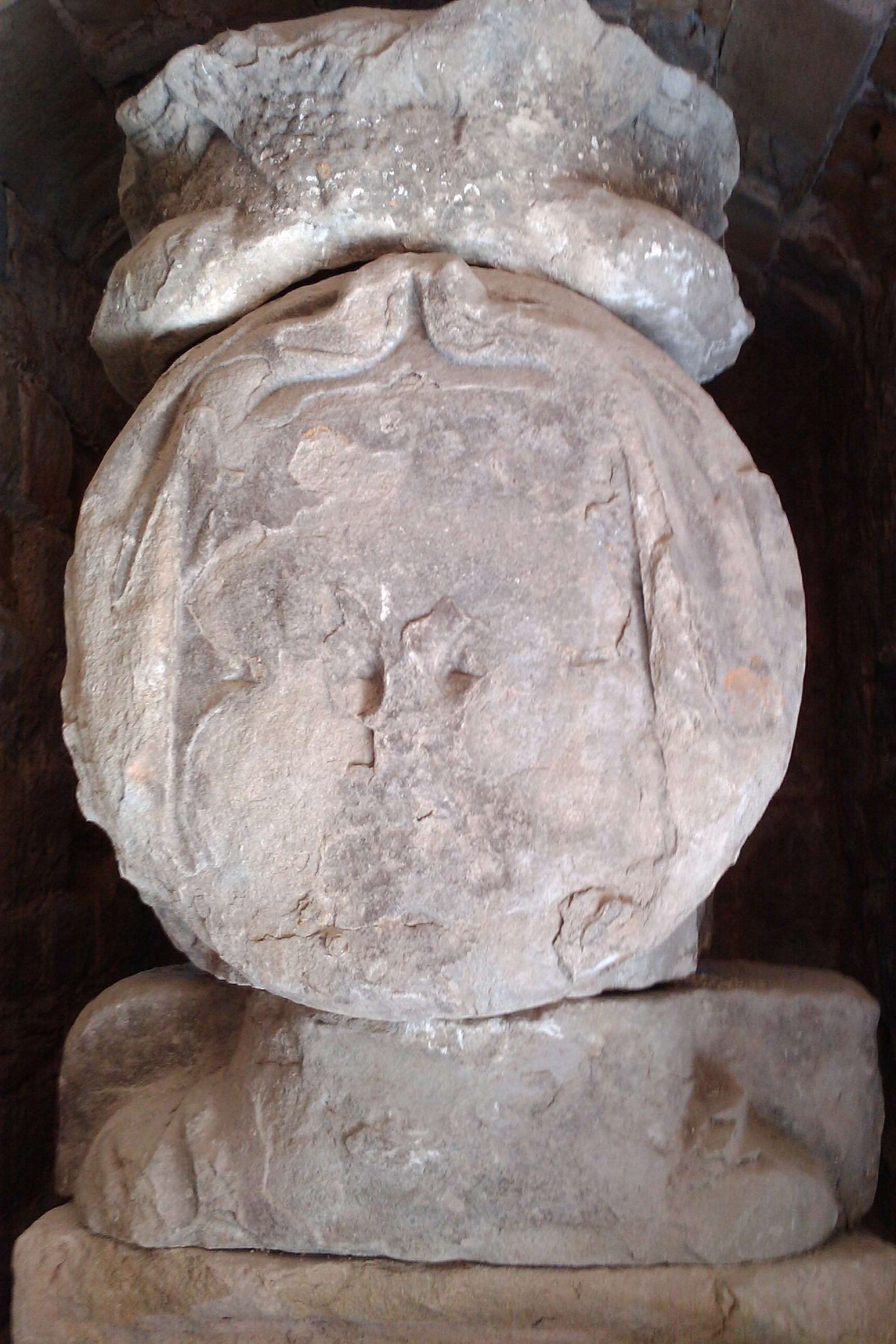
Kopf des Originals, Museum im Château comtal, 2011.

Die Dame Carcas (auch Lady Carcas oder Carcas) ist eine legendäre Persönlichkeit der Stadtgeschichte von Carcassonne. Der Legende nach ist sie die Frau des Balaak, dem muslimischen Herrscher von Carcassonne, der in der Schlacht gegen Karl den Großen getötet wird. Nach dem Tod ihres Mannes soll sie die Verteidigung der Stadt gegen das fränkische Heer in die Hand genommen und es zurückgeschlagen haben.

## Legende
Die legendäre Geschichte, die im 16. Jahrhundert auftauchte, besagt, dass Karl der Große und seine Armee vor den Toren der Stadt Carcassonne standen, um sie einzunehmen, die damals in den Händen der Araber war. Die Stadt Carcassonne hatte als "König" einen Muslim namens Balaak. Balaak erfuhr von der Ankunft der fränkischen Truppen Karls des Großen und zog ihm und seiner Armee entgegen, wurde aber vom Kaiser besiegt; er und alle seine Männer kamen in der Schlacht um. Dame Carcas, die Frau von Balaak, erfährt vom Tod ihres Mannes und organisiert die Verteidigung der Stadt.
Die Prinzessin Carcas soll zuerst eine List angewandt haben, die darin bestand, dass sie Männer aus Stroh anfertigte, von denen jeder eine Armbrust hielt, und die sie in jedem Turm der Verteidigungsmauer aufstellte. Sie ging um die Mauer herum, löste die Armbrüste aus und machte die Belagerer glauben, dass sie von den Strohmännern beschossen würden.
Die von den Franken geführte Belagerung zieht sich hin und dauert bereits fünf Jahre an. Zu Beginn des sechsten Jahres werden Nahrung und Wasser immer knapper und die meisten Soldaten der Stadt sterben. Dame Carcas soll auf eine weitere List verfallen sein: Sie macht eine Bestandsaufnahme der verbliebenen Vorräte und weil ein Teil der Bewohner der Stadt Muslime sind, findet sich noch ein Schwein und auch ein Sack Weizen. Dame Carcas mästet das Schwein mit dem Weizen und wirft es dann vom höchsten Turm der Stadt am Fuße der äußeren Stadtmauer. Die Franken glauben, die Stadt sei immer noch so gut ausgerüstet, dass sie leichtfertig ein mit Weizen gefüttertes Schwein vergeuden können, heben die Belagerung auf. Als sie die Ebene vor der Stadt verlassen, lässt Dame Carcas alle Hörner blasen: Carcas sonne! Mit dem dadurch zurückgerufenen Karl dem Großen schließt sie Frieden und schwört ihm die Treue.

## Geschichte
Die Dame Carcas ist ein mittelalterliches Beispiel für eine eponyme Heroin und historisch gesehen vollständig legendär.
Die Legende kann sich von mittelalterlichen Chansons de gestes ableiten. Sie beruhte auf mündlicher Überlieferung, bevor sie von verschiedenen Autoren aufgeschrieben wurde, darunter im 16. Jahrhundert von Jean Dupré und im 17. Jahrhundert von Guillaume Catel oder Guillaume Besse.
Carcassonne wurde wie ganz Septimanien im Zuge der islamischen Expansion zwischen 719 und 725 von den aus Spanien eindringenden Mauren eingenommen. Ab 752 wurde es von Pippin III. und Karl dem Großen zurückerobert. Im Jahr 759 wurde das Gebiet Teil des fränkischen Septimaniens. Karl der Große belagerte Carcassonne wahrscheinlich nicht, denn sein Vater Pippin hatte es bereits um 759, als Karl der Große 17 Jahre alt war, von den Sarazenen zurückerobert.

## Kulturelles Nachleben
Am äußeren Eingang steht eine übergroße Büste der Dame Carcas. Die Statue wurde wahrscheinlich für den Rundgang der Königin von Navarra, Margarete von Angoulême, während ihres Besuchs in Carcassonne im Jahr 1538 errichtet. Die Originalstatue aus brüchigem Sandstein war im 20. Jahrhundert stark erodiert. Das Original wurde 2014 restauriert und wird im Chateau comtal aufbewahrt, am Tor steht schon länger eine Replik.
In einer alternativen, legendären Erzählung wurde die Büste  im 16. Jahrhundert vom Rat der Stadt, dessen Beschwerden vom König von Frankreich nicht berücksichtigt wurden, als Symbol des Widerstands errichtet.

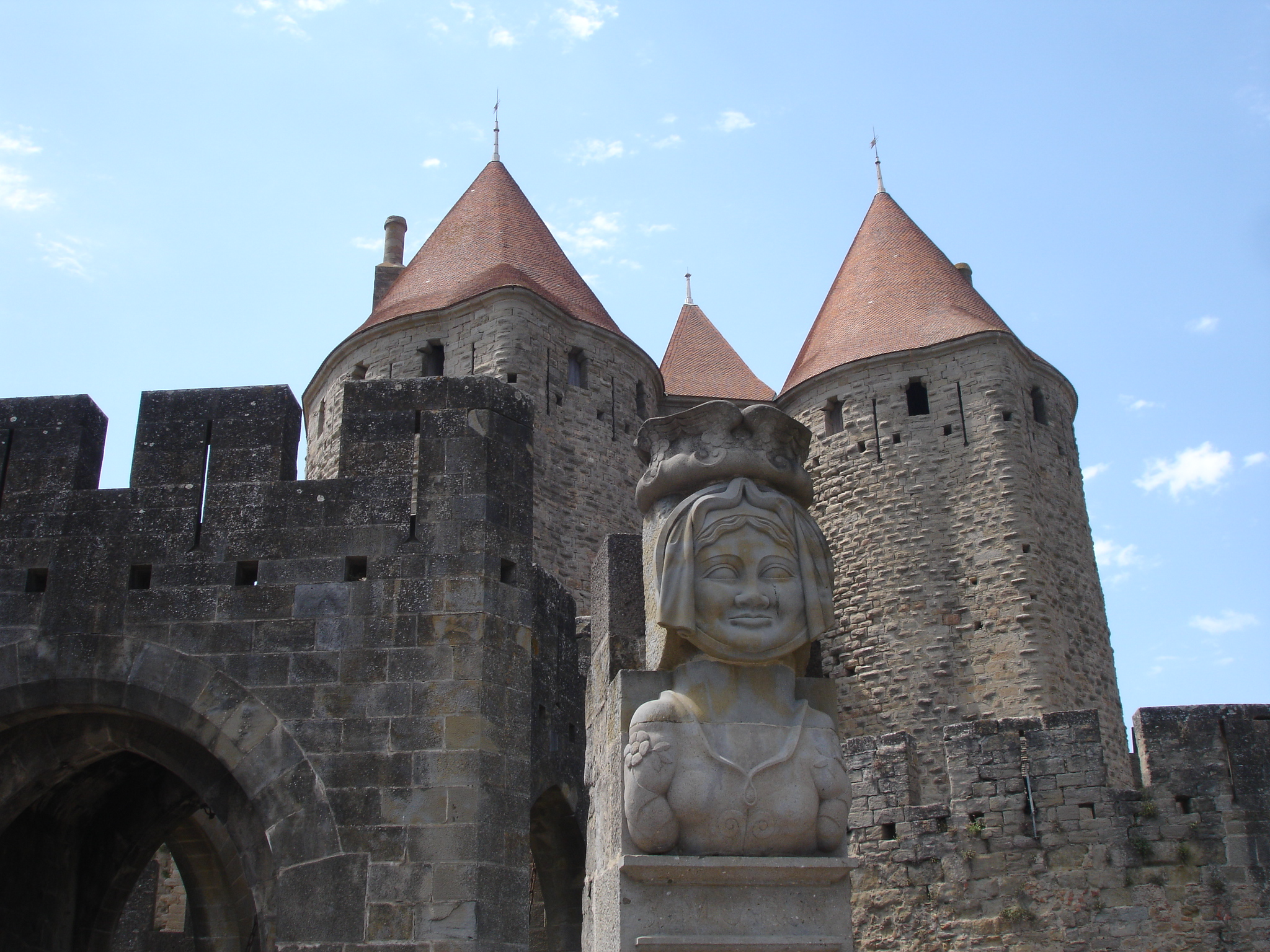
2007
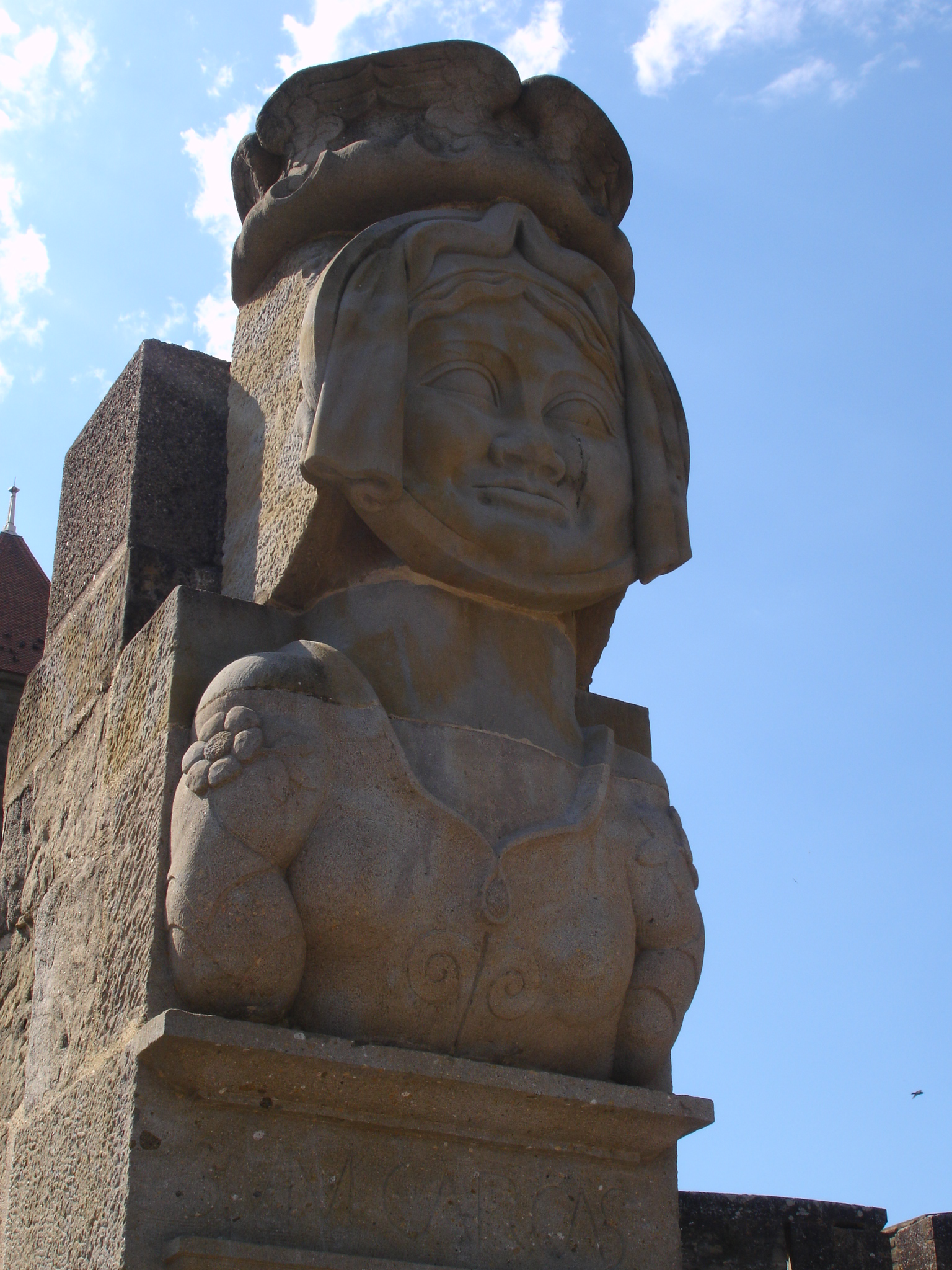
2007
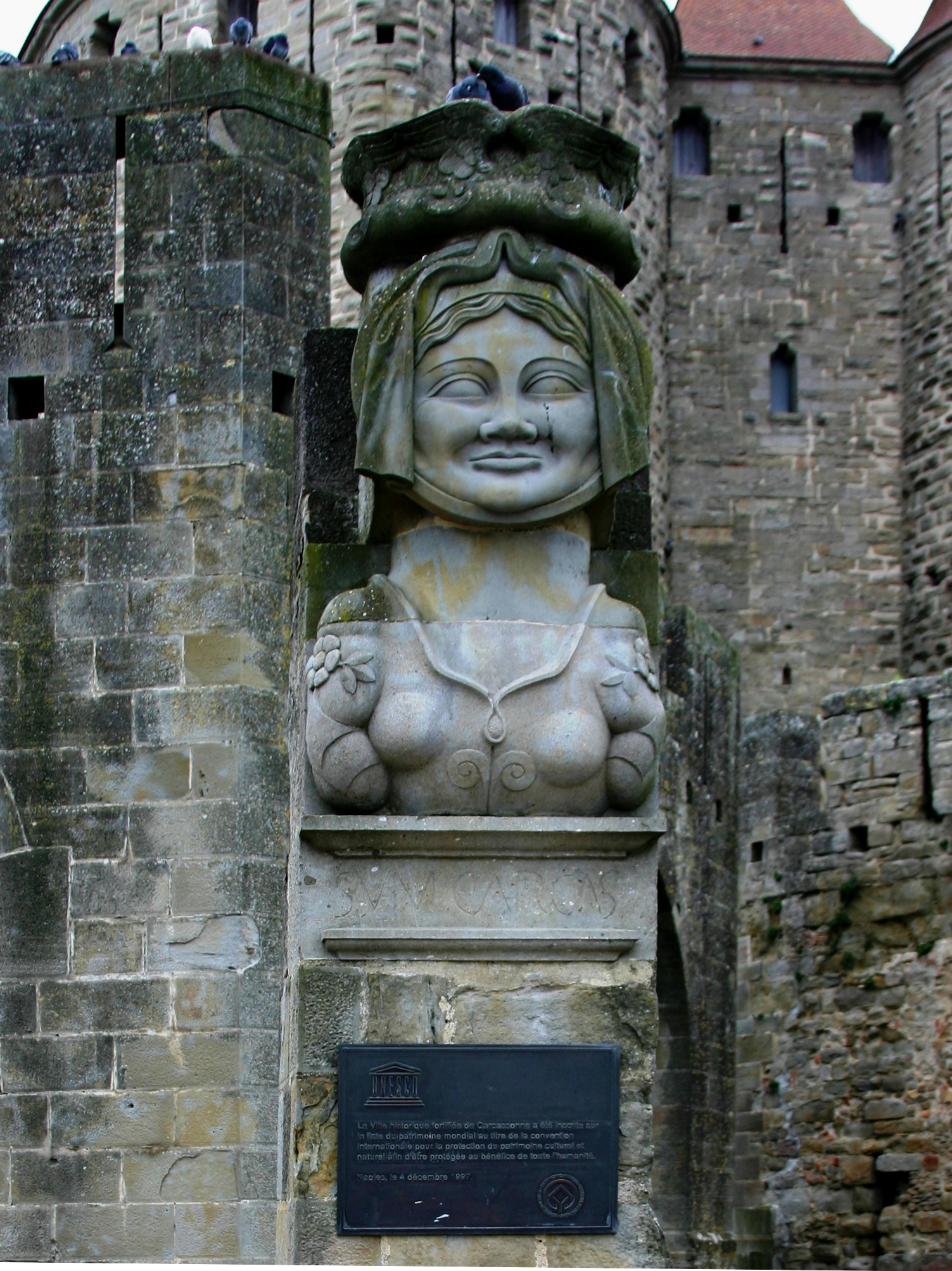
2014

In Carcassonne gibt es eine Auberge de Dame Carcas, ein Speiserestaurant, und die Konditoreien in Carcassonne verkaufen ein Mürbegebäck unter dem Namen Délandises de Dame Carcas.
Judy Chicago widmete ihr eine Inschrift auf den dreieckigen Bodenfliesen des Heritage Floor ihrer Installation The Dinner Party. Die mit dem Namen Carcas beschrifteten Porzellanfliesen sind dem Platz mit dem Gedeck für Hrotsvit zugeordnet.